# Бродови језера Неми
Бродови језера Неми (navi di Nemi) два брода извађена из језера Неми 1929. године са дубине од 20 m. Бродови су саграђени за Калигулу (Gaius Julius Caesar Augustus Germanicus, 12-41). Не зна се да ли су били инспирисани Сиракузијом, или је сам Калигула дошао на сличну идеју. 
Гај Светоније Транквил у De Vitaе Caesarum пише: 
| „ | Бродови су били од кедровине прамац им је био окићен драгим камењем, једра ишарана најразличитијим бојама; на галијама су била купатила, тремови и простране трпезарије; затим винова лоза и различите воћке. На тим лађама пловио би обалама Кампаније, лешкарећи по цео дан за столом и уживајући у музици и игри. | ” |